# Rynningeviken

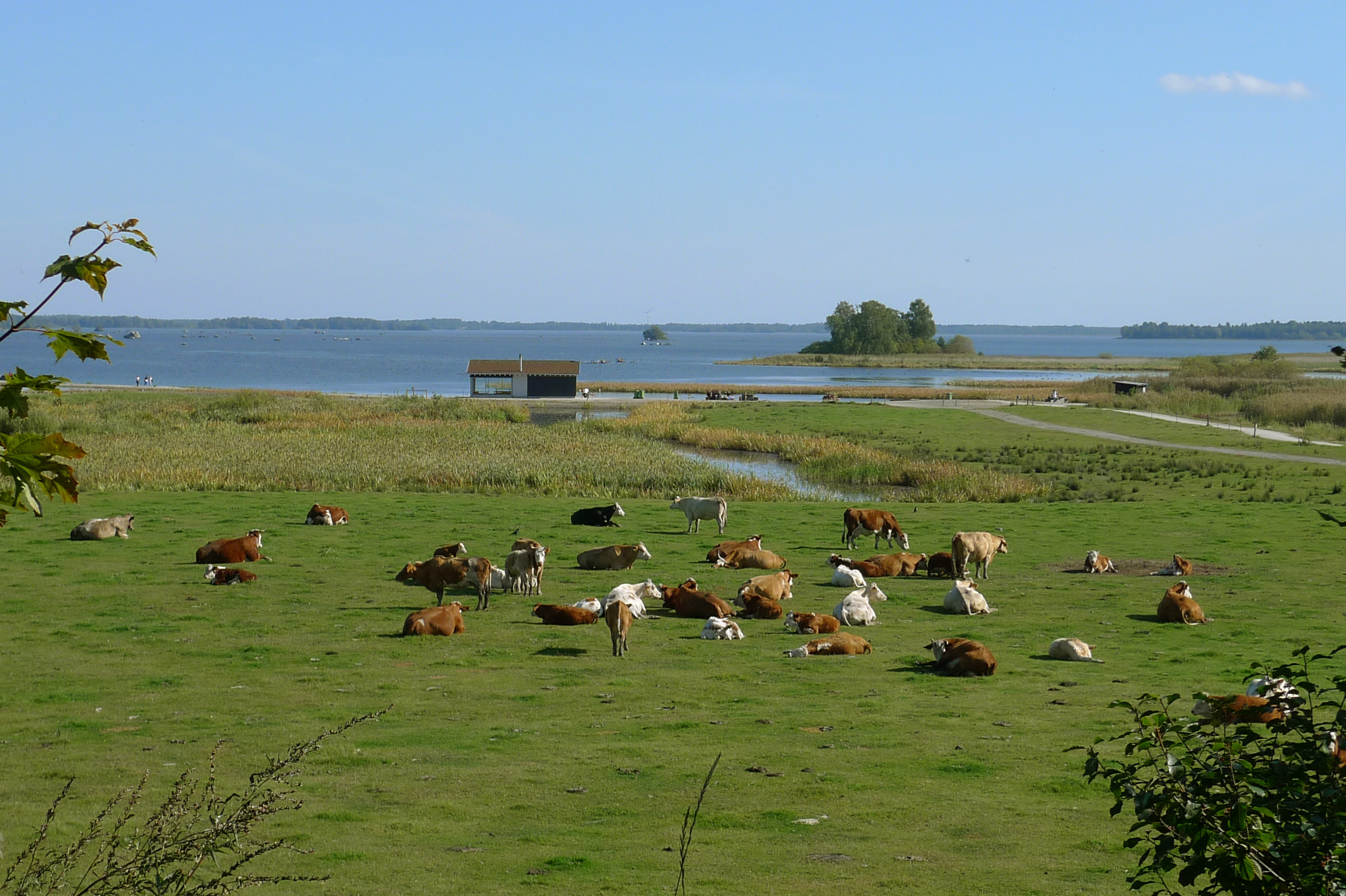
Rynningevikens naturreservat Örebro. Hemfjärden i bakgrunden.

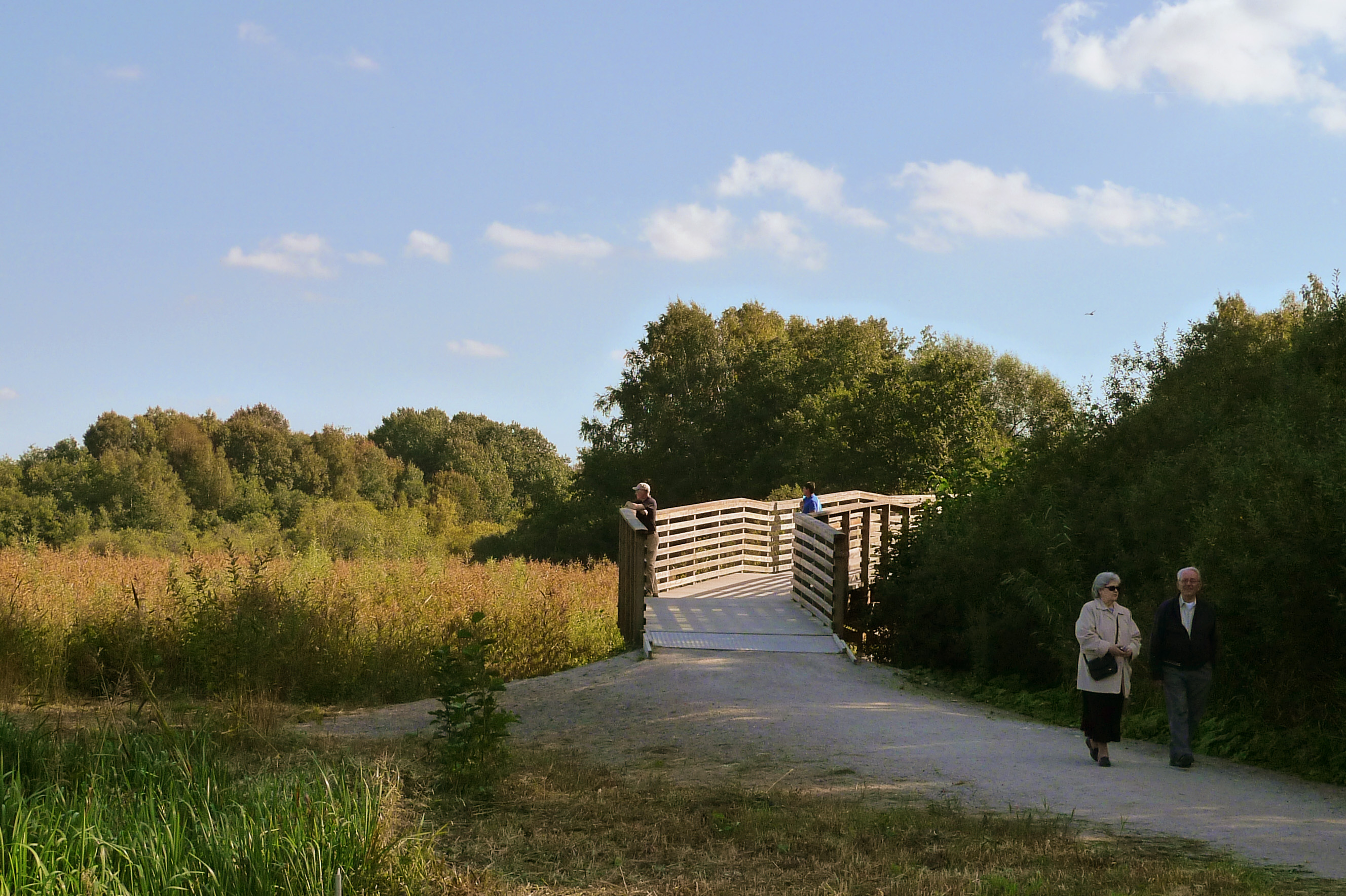
Bron över Lillån, Rynningeviken Örebro.

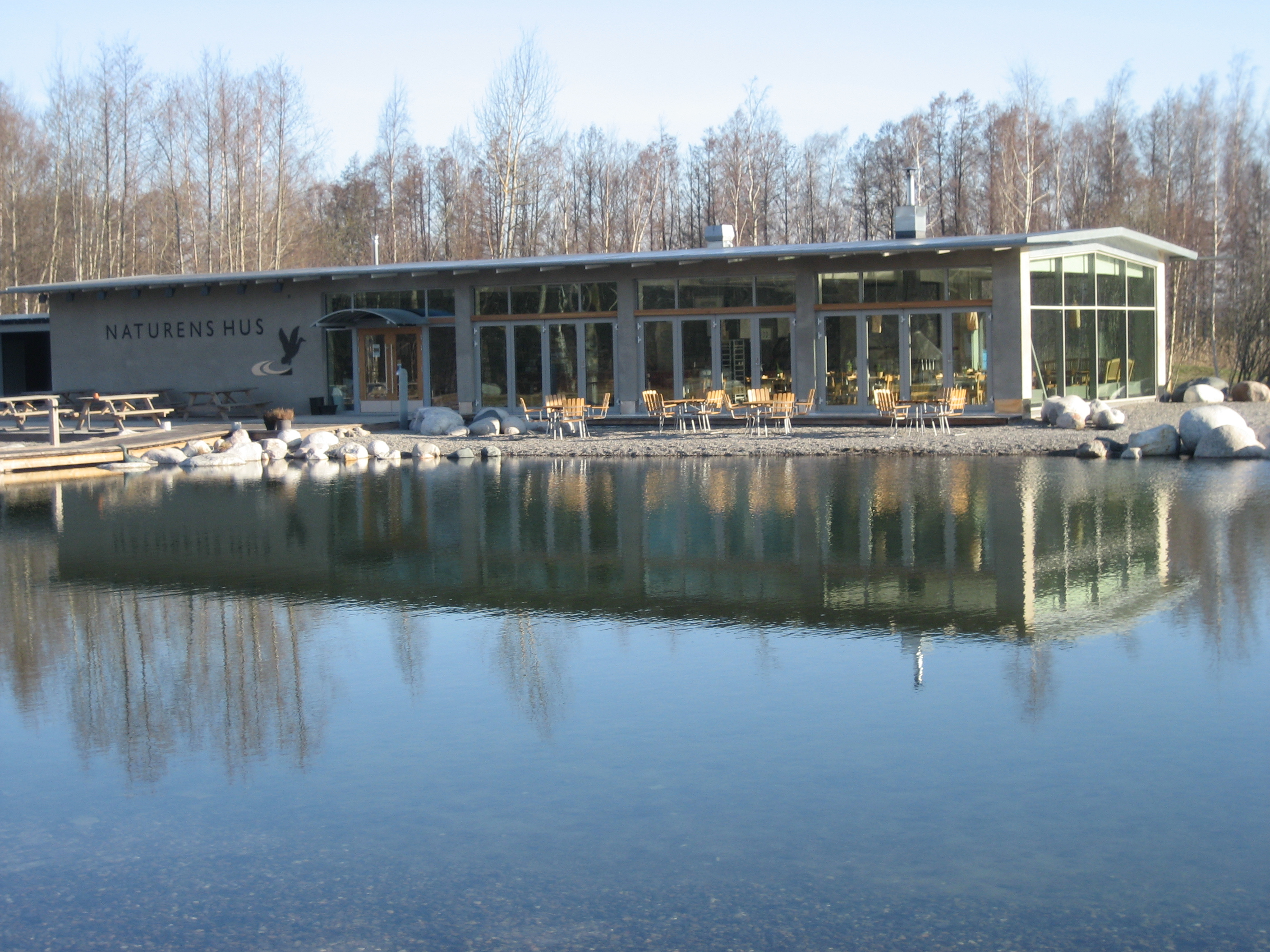
Naturens hus med vattenspegeln i förgrunden.

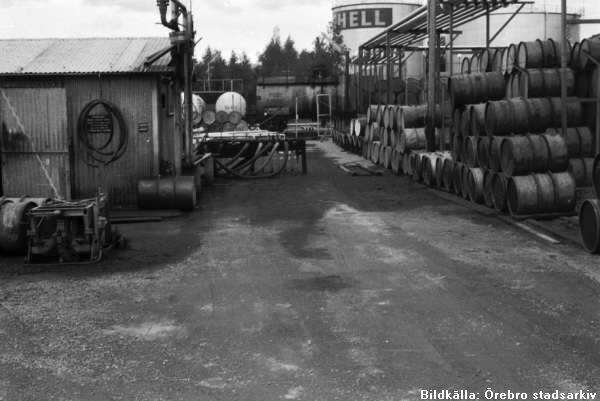
Oljehamnen som låg där Vattenparken ligger idag. Oljefatsdepå i förgrunden. Bilden tagen år 1962.

Rynningeviken är ett tidigare naturreservat, sedan 2015 en del av naturreservatet Oset och Rynningeviken öster om Örebro. Det ligger omedelbart norr om Svartån, vid åns utflöde i Hjälmaren. Naturreservatet bildades år 1995. Här har man försökt återskapa strandängar som översvämmas på våren och lockar häckande fåglar. I området finns även beteshagar, urskogsartade strandskogar och grunda vassvikar.

## Vattenparken
Vattenparken ligger i den södra delen av naturreservatet. Här låg tidigare Örebros gamla oljehamn med oljecisterner och andra fabriksbyggnader. (År 1969 angjorde sista tankbåten oljehamnen.) Åren 1976–1992 utgjorde Rynningeviken, då benämnd som Venafältet, en del av Klockarängens skjutfält, ett skjutfält till Livregementets grenadjärer. Efter att den militära grundutbildningen vid regementet upphörde, köpte Örebro kommun marken med visionen att göra om det till ett strövområde.
I samband med bildandet av Rynningeviken beslutades att detta område skulle saneras. Istället har man anlagt kullar, dammar och promendvägar. Från Garphyttans nationalpark och naturreservatet Latorpsängarna flyttade man hö som fick fröa av sig. Över 200 växtarter finns nu i parken. Centralt i området ligger Naturens hus, en restaurang och mötesplats för området. En ny bro åver Lillån förbinder området med den norra delen av naturreservatet.
På södra sidan om Svartån finns Osets naturreservat.

## Bron mellan Oset och Rynningeviken
En gång- och cykelbro mellan Rynningeviken och Oset invigdes den 5 maj 2010. Den är av typen holländsk klaffbro. Broklaffens rörelser sköts med hydraulik och styrs från brovakten vid Skebäcksbron. Den segelfria höjden är 3,80 m.

## Vanliga växter
- Getväppling
- Väddklint
- Gulmåra
- Ängsviol
- Kråkvicker
- Johannesört
- Liljekonvalj
- Tjärblomster
- Prästkrage
- Svärdslilja
- Skogsnäva
- Midsommarblomster
- Liten blåklocka
- Fackelblomster
- Gullviva
- Ängsskallra
- Kabbeleka
- Vitsippa
- Blåsippa
- Flockfibbla
- Käringtand

## Vanliga fågelarter
- Skäggdopping
- Gråhakedopping
- Häger
- Knölsvan
- Grågås
- Kanadagås
- Vitkindad gås
- Bläsand
- Kricka
- Gräsand
- Skedand
- Knipa
- Brun kärrhök
- Fiskgjuse
- Rörhöna
- Sothöna
- Mindre strandpipare
- Tofsvipa
- Brushane
- Enkelbeckasin
- Rödbena
- Skrattmås
- Fiskmås
- Fisktärna
- Mindre hackspett
- Gulärla
- Näktergal
- Sävsångare
- Svartvit flugsnappare
- Stjärtmes
- Stare
- Bofink
- Rosenfink
- Gulsparv
- Sävsparv